# シュレックスバッハ
シュレックスバッハ (ドイツ語: Schrecksbach) は、ドイツ連邦共和国ヘッセン州シュヴァルム＝エーダー郡に属す町村（以下、本項では便宜上「町」と記述する）。

## 地理

### 位置
シュレックスバッハはシュヴァルム＝エーダー郡の南部、シュヴァルム川沿いに位置し、フォーゲルスベルク郡と境を接する。

### 隣接する市町村
シュレックスバッハは、北はノイキルヒェン、東はオットラウ（ともにシュヴァルム＝エーダー郡）、南はアルスフェルト（フォーゲルスベルク郡）、西はヴィリングスハウゼン（シュヴァルム＝エーダー郡）と境を接している。

### 自治体の構成
この町は以下の地区からなっている。
| - ホルツブルク - レルスハウゼン（レルハウゼン集落を含む） - ザルムスハウゼン | - シェーンベルク - シュレックスバッハ - トロッケンバッハ |

## 歴史
町の名前はケルト語由来で、「小川への斜面」を意味した。シュレックスバッハは、Sualmanaha 川沿いの Screggesbaha として782年のカール大帝の文書に記録されている。この文書はヘルスフェルト修道院によるシュヴァルム川に架かる橋の十分の一税徴税権を確認するものである。この文書の信憑性については、多くの中世の文書がそうであるように、議論の余地がある。1050年頃ヘルスフェルト修道院はマインツ大司教と争いとなり、この文書がその立場を支える論拠として用いられた。
1140年、Screkesbach 村は、短い期間ではあったが、フルダ修道院に移譲された。14世紀にこの村にフルダの十分の一税徴税署が設けられた。ここには、所領を経営し、往き来する高位の官僚のためにストックを保持する十分の一税官吏が駐在した。1307年から1447年までの間にこの村は徐々にツィーゲンハイン伯領となっていった。彼らはフルダ修道院の代官としてその所領を拡大していった。1450年のヨハン2世の死に伴ってツィーゲンハイン伯家が断絶した後、伯領全域はヘッセン方伯ルートヴィヒ1世に移譲された。
シュレックスバッハは1526年にヘッセン方伯領の宗教改革の影響によりプロテスタント化された。初代のルター派牧師として1568年にディードリヒ・ヘルム（ヘルと記している文献もある）が就任した。1567年の方伯領分割で、この町はオーバーヘッセンとニーダーヘッセンとの国境の町となった。この時代にこの町は防衛施設で囲まれ、地下通路が巡らされた。
三十年戦争では、シュレックスバッハは1635年に略奪され、広い範囲が焼き尽くされた。多くの住民が張り巡らされた地下通路を通って逃亡した。2度目はリーベルスドルファー城の戦いの前日にあたる1640年11月14日にハンス・ルドルフ・フォン・ブレダ将軍が率いる皇帝軍がこの町を襲撃し、周辺の集落を焼き払った 。
1866年のヘッセン選帝侯国併合に伴い、シュレックスバッハもプロイセン領となった。1920年代と1930年代にこの町は近代化された。下水道が整備され、道路が改良され、1938年/1939年に上水道が設備された。1933年、この町に残っていた唯一のユダヤ人家族シュピール家に対するアルスフェルトのSAによる暴行事件が起こった。1945年以後、約 200 人のズデーテン地方からの難民がこの町に流入した。

## 宗教

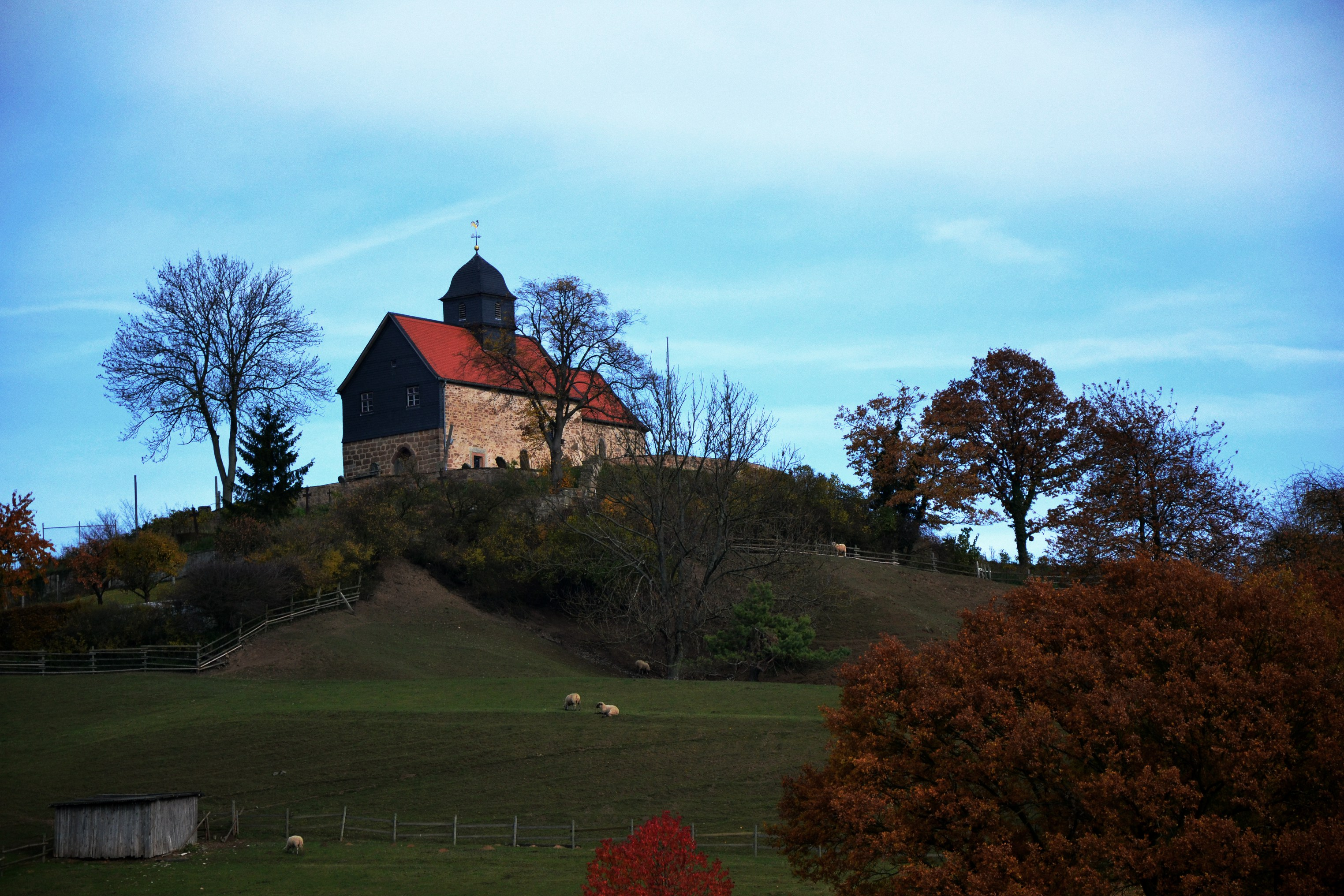
シェーンベルクの礼拝堂

最初のキリスト教の教会は800年頃に建設された。その遺構は、ロマネスク様式のアーチ型の窓が遺るだけである。ゴシック様式の新しい教会堂は1413年2月22日に完成した。300年後にはその教会堂も老朽化した。教会組織やヘッセン方伯ヴィルヘルム7世からの多額の支援により1754年に新しいバロック様式の教会が完成した。教会の鐘は、1350年、1430年、1755年に製造された。すべての鐘が戦争の混乱状態を無傷で切り抜けた。オルガンは1770年に製造されたのだが、これは子供のない農民アダム・ミヒェルの寄進によるものであった。祭壇の下に地下道への入口がある。
ズデーテン地方からのカトリック系難民の多くは、初めプロテスタント教会を典礼に用いていたが、1950年に固有のカトリック教会が完成した。

## 行政

### 議会
シュレックスバッハの町議会は、17議席からなる。

### 首長
エーリヒ・ディール (SPD) が 23 年間この町の町長を務めた。2011年9月29日の町議会で彼は、2011年12月31日に辞職するつもりであることを表明した。町長選挙は2012年3月11日に開催された。その結果、無所属のアンドレアス・シュルトハイスが 71.1 % の票を獲得して町長に就任した。

## 経済と社会資本

### 交通
この町は、シュヴァルムシュタット＝トライザ駅およびアルスフェルト駅とバス路線で結ばれている。

## 引用
1. ↑  Hessisches Statistisches Landesamt: Bevölkerung in Hessen am 31.12.2023 (Landkreise, kreisfreie Städte und Gemeinden, Einwohnerzahlen auf Grundlage des Zensus 2011)]
2. ↑  http://de.wikisource.org/wiki/Topographia_Hassiae_(Hessen):_Treysa
3. ↑  http://www.hna.de/nachrichten/schwalm-eder-kreis/schwalmstadt/diehl-gibt-vorzeitig-sein-1427565.html
4. ↑  Andreas Schultheis ist neuer Bürgermeister von Schrecksbach, Hessische/Niedersächsische Allgemeine Online, 2012年3月11日付け（2012年12月8日 閲覧）
5. ↑  シュレックスバッハの首長選挙結果、ヘッセン州統計局（2012年12月8日 閲覧）